# Lars Werner
Lars Helge Werner (Estocolmo, 25 de julio de 1935 -  Tyresö, 11 de enero de 2013) fue un político sueco, principal líder de Partido de la Izquierda entre 1975 y 1993.  Fue miembro del Parlamento desde 1965 hasta 1994. Fue elegido presidente del Partido de la Izquierda en 1975. En 1993, renunció, y fue sucedido por Gudrun Schyman.